# نووکایپانوو
نووکایپانوو (انگلیسی: Novokaypanovo) یک شهرک در شهرستان تاتیشلینسکی استان باشقیرستان کشور روسیه است.